# Jean-Jacques Willmar
Jean-Jacques Madeleine Willmar (* 6. März 1792 in Luxemburg; † 20. November 1866 in Luxemburg) war ein luxemburgischer Politiker.

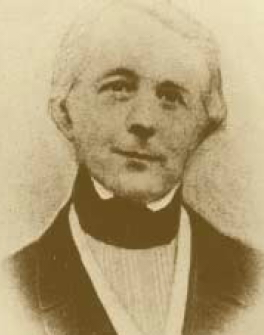
Jean-Jacques Willmar

## Leben
Jean-Jacques Willmar war der Sohn des ehemaligen Gouverneurs von Luxemburg zur Zeit des Vereinigten Königreichs der Niederlande. 1814 machte er sein Diplom der Rechtswissenschaft in Paris und ließ sich als Anwalt in der Stadt Luxemburg nieder. 1824 wurde er zum Richter ernannt.
Zwischen 1830 und 1839, nach der Belgischen Revolution, war er ein Anhänger des niederländischen Königs und Großherzogs von Luxemburg Wilhelms I. 1840 wurde er zum Generalstaatsanwalt ernannt. Zwischen 1841 und 1848 war er Mitglied der Assemblée des États. Nach Ausbruch der Märzrevolution wurde er im März 1848 luxemburgischer Vertrauensmann im Siebzehnerausschuss, der eine Reichsverfassung im Auftrag des Deutschen Bundes entwerfen sollte. Vom 31. Mai 1848 bis zum 2. Januar 1849 vertrat er Luxemburg als fraktionsloser Abgeordneter in der Frankfurter Nationalversammlung.
Am 2. Dezember 1848 wurde Willmar zum Premierminister und Minister für Außenbeziehungen, Justiz, Kultur und Bildung ernannt. Seine Regierung war aber durch Spannungen mit dem Deutschen Reich belastet, da der Finanzminister Norbert Metz, der großen Einfluss auf die Außenpolitik nahm, pro-belgisch eingestellt und gegen die Mitgliedschaft Luxemburgs im Deutschen Bund und dem Zollverein war. Auch die Beziehungen mit den Niederlanden waren angespannt, nachdem König Wilhelm II. 1849 verstorben war und sich sein Nachfolger Wilhelm III. durch seinen Bruder Heinrich von Oranien-Nassau vertreten ließ. Dieser forderte eine strikt konservative und restaurative Politik. Am 23. September 1853 ließ Heinrich die Regierung absetzen. Willmars Nachfolger wurde Charles-Mathias Simons.
| Personendaten    | Personendaten                                        |
| ---------------- | ---------------------------------------------------- |
| NAME             | Willmar, Jean-Jacques                                |
| ALTERNATIVNAMEN  | Willmar, Jean-Jacques Madeleine (vollständiger Name) |
| KURZBESCHREIBUNG | luxemburgischer Politiker                            |
| GEBURTSDATUM     | 6. März 1792                                         |
| GEBURTSORT       | Luxemburg, Großherzogtum Luxemburg                   |
| STERBEDATUM      | 20. November 1866                                    |
| STERBEORT        | Luxemburg, Großherzogtum Luxemburg                   |